# 罗山川乡
罗山川乡，是中华人民共和国甘肃省庆阳市环县下辖的一个乡镇级行政单位。

## 行政区划
罗山川乡下辖以下地区：
陈渠子村、大树原村、光明村、兰家掌村、龙柏山村、山水湾村、苇子城村和西阳洼村。